# Streckaftonfly
Streckaftonfly (Acronicta strigosa) är en fjärilsart som beskrevs av Ignaz Schiffermüller 1776. Streckaftonfly ingår i släktet Acronicta och familjen nattflyn. Arten är reproducerande i Sverige. Inga underarter finns listade i Catalogue of Life.

## Bildgalleri

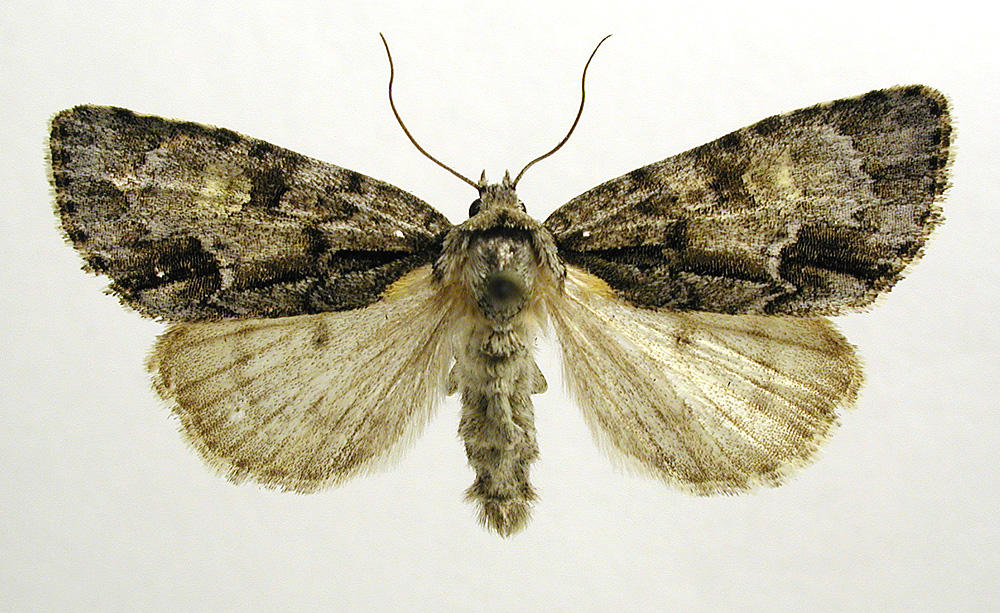
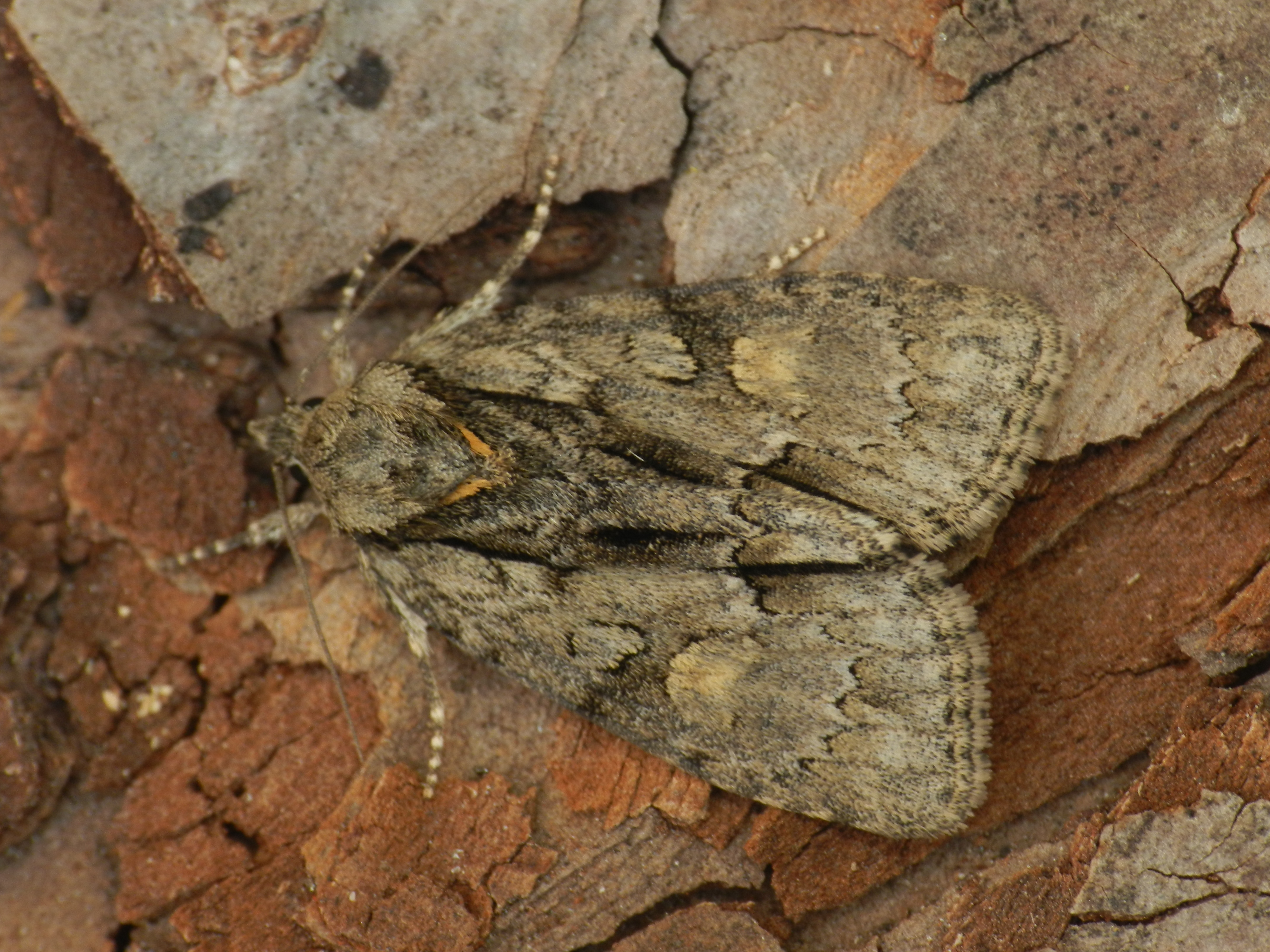